# Emilia (planta)
Emilia es un género de  plantas herbáceas perteneciente a la familia  Asteraceae. Los miembros del género están distribuidos por zonas tropicales y subtropicales. Comprende 143 especies descritas y de estas, solo 116 aceptadas. En algunos países se le da el nombre común de: Botón de seda y Clavelito. También es frecuente que se confunda esta planta con el Taraxacum officinale (Diente de león).

## Descripción
Son hierbas anuales, ruderales, con raíz axonomorfa. Las hojas alternas, las inferiores pecioladas, las superiores sésiles y amplexicaules. Capitulescencias de capítulos en pedúnculos largos, laterales desde las axilas de las hojas superiores y terminales; capítulos discoides; mierdavolucros sin calículo; filarias en 1 serie, en la madurez reflexas y persistentes; receptáculos desnudos; flósculos perfectos, 30–40 o más por capítulo, las corolas rojizas a rosado-purpúreas. Vilano de cerdas capilares muy suaves, abundantes, blancas.

## Taxonomía
El género fue descrito por Alexandre Henri Gabriel de Cassini y publicado en Bull. Sci. Soc. Philom. Paris 1817: 68. 1817. La especie tipo es: Cacalia sagittata Willd. 	

## Especies aceptadas
A continuación se brinda un listado de las especies del género Emilia (planta) aceptadas hasta julio de 2012, ordenadas alfabéticamente. Para cada una se indica el nombre binomial seguido del autor, abreviado según las convenciones y usos.
1. Emilia abyssinica
2. Emilia adamagibaensis
3. Emilia adscendens
4. Emilia alstonii
5. Emilia ambifaria
6. Emilia arvensis
7. Emilia aurita
8. Emilia baberka
9. Emilia baldwinii
10. Emilia bampsiana
11. Emilia basifolia
12. Emilia bathiei
13. Emilia baumii
14. Emilia bellioides
15. Emilia bianoensis
16. Emilia brachycephala
17. Emilia caespitosa
18. Emilia capillaris
19. Emilia cenioides
20. Emilia chiovendeana
21. Emilia citrina
22. Emilia coccinea
23. Emilia coloniaria
24. Emilia crepidioides
25. Emilia crispata
26. Emilia cryptantha
27. Emilia debilis
28. Emilia decaryi
29. Emilia decipiens
30. Emilia discifolia
31. Emilia djalonensis
32. Emilia duvigneaudii
33. Emilia emilioides
34. Emilia exserta
35. Emilia fallax
36. Emilia flaccida
37. Emilia fosbergii
38. Emilia fugax
39. Emilia gaudichaudii
40. Emilia gossweileri
41. Emilia graminea
42. Emilia guineensis
43. Emilia hantamensis
44. Emilia helianthella
45. Emilia herbacea
46. Emilia hiernii
47. Emilia hockii
48. Emilia homblei
49. Emilia humifusa
50. Emilia infralignosa
51. Emilia integrifolia
52. Emilia irregularibracteata
53. Emilia jeffreyana
54. Emilia juncea
55. Emilia kasaiensis
56. Emilia khaopawtaensis
57. Emilia kilwensis
58. Emilia kivuensis
59. Emilia lejolyana
60. Emilia leptocephala
61. Emilia leucantha
62. Emilia libeniana
63. Emilia limosa
64. Emilia lisowskiana
65. Emilia longifolia
66. Emilia longipes
67. Emilia longiramea
68. Emilia lopollensis
69. Emilia lubumbashiensis
70. Emilia lyrata
71. Emilia malaisseana
72. Emilia marlothiana
73. Emilia mbagoi
74. Emilia micrura
75. Emilia moutsamboteana
76. Emilia myriocephala
77. Emilia negellensis
78. Emilia pammicrocephala
79. Emilia parnassiifolia
80. Emilia perrieri
81. Emilia petitiana
82. Emilia pinnatifida
83. Emilia praetermissa
84. Emilia prenanthoidea
85. Emilia protracta
86. Emilia pseudactis
87. Emilia pumila
88. Emilia ramulosa
89. Emilia rehmanniana
90. Emilia rigida
91. Emilia robynsiana
92. Emilia scabra
93. Emilia schmitzii
94. Emilia serpentina
95. Emilia serpentinus
96. Emilia serrata
97. Emilia shabensis
98. Emilia simulans
99. Emilia somalensis
100. Emilia sonchifolia
101. Emilia speeseae
102. Emilia subscaposa
103. Emilia tenellula
104. Emilia tenera
105. Emilia tenuipes
106. Emilia tenuis
107. Emilia tessmannii
108. Emilia transvaalensis
109. Emilia tricholepis
110. Emilia ukambensis
111. Emilia ukingensis
112. Emilia vanmeelii
113. Emilia violacea
114. Emilia zairensis
115. Emilia zeylanica